# كين فولر
كين فولر (بالإنجليزية: Ken Fowler)‏ هو مهندس أمريكي، ولد في 15 مارس 1907، وتوفي في 16 يناير 1981.